# Le Bellay-en-Vexin
Le Bellay-en-Vexin [lə bɛlɛ ɑ̃ vɛksɛ̃] ist eine französische Gemeinde mit 219 Einwohnern (Stand 1. Januar 2022) im Département Val-d’Oise der Region Île-de-France; sie gehört zum Arrondissement Pontoise und zum Kanton Pontoise. Die Einwohner nennen sich Bellaysiens bzw. Bellaysiennes.

## Geografie
Die Gemeinde Le Bellay-en-Vexin befindet sich 45 Kilometer nordwestlich von Paris. Sie liegt im Regionalen Naturpark Vexin français.
Nachbargemeinden von Le Bellay-en-Vexin sind Nucourt im Westen und Nordwesten, Amblainville im Norden, Chars im Osten, Moussy im Südwesten, Commeny im Süden sowie Cléry-en-Vexin im Südosten.

## Geschichte
Gallo-römische Funde bezeugen eine frühe Besiedlung des Ortes. Etymologisch wird Bellay von Boeley, gallisch Betulla ‚Birke‘, abgeleitet. Die erste Erwähnung erfolgte im Jahre 829, als der Ort der Abtei Saint-Denis geschenkt wurde. Die Familie Montmorency besaß im 16. Jahrhundert, die Herzöge von Luynes im 17. Jahrhundert und danach die Familie de Bellay die Grundherrschaft. 1666 wurde der Ort an das Hôtel-Dieu von Paris verkauft, das es bis zur Französischen Revolution besaß.

## Bevölkerungsentwicklung
| Jahr      | 1962 | 1968 | 1975 | 1982 | 1990 | 1999 | 2006 | 2016 |
| Einwohner | 177  | 147  | 123  | 114  | 154  | 258  | 254  | 245  |

## Sehenswürdigkeiten
- Kirche Sainte-Marie-Madeleine, erbaut ab dem 12. Jahrhundert (Monument historique)[1]
- Ferme de l’Hôtel-Dieu, erbaut ab dem 15. Jahrhundert (Monument historique)[2]